# El sheita elli fat
El sheita elli fat, conocida también como Winter of Discontent, es una película dramática de Egipto dirigida por Ibrahim El-Batout y estrenada el 20 de marzo de 2013 cuya acción transcurre durante la Revolución egipcia de 2011, y que fue premiada en varios festivales.

## Sinopsis
Las historias del activista Amir, el periodista Farah y el oficial Abel relatadas con el trasfondo de las protestas políticas de la Plaza de la Liberación de El Cairo que comenzaron en enero de 2011, sirven para la denuncia de las torturas policiales y la descripción del régimen que finalizó con la renuncia del presidente. 

## Reparto
- Amr Waked ...	Amr
- Farah Youssef ...	Farah
- Salah Alhanafy ...	Adel
- Moataz Mosallam ...	Moataz
- Tamer Abdul-Hamid ...	Malek

## Comentarios
Esta historia de ficción sobre la tortura policial finaliza con la renuncia del presidente Hosni Mubarak sin reflejar la ola de represión que poco tiempo más adelante –y antes del estreno del filme- destruyó las esperanzas de muchos partidarios de la Primavera Árabe. Resulta así que al ser estrenada ya la película parece estar anticuada, no obstante lo cual debe quedar registrada como una valiente protesta contra la brutalidad policial que fue ejercida respecto de los manifestantes y un documento sobre su logline, “el dolor que causó la furia”. Espléndidamente filmada, con escenas sin concesiones con hombres torturados brutalmente con agua y electricidad o humillados arteramente (el líder religioso al que no se le permitía ir al baño), la película tiene en Waked y Al Hanafy, dos excelentes actores dramáticos que tornan convincente la historia.

## Premios y nominaciones
El sheita elli fat recibió, entre otros, los siguientes premios y nominaciones:
Festival Internacional de Cine de El Cairo, 2012
- Ganadores de Mención Especial en la Competición Árabe de Largometrajes: Ibrahim El-Batout, Amr Waked, Salah Alhanafy, ZAD Communication & Production y Ein Shams Films

Festival Internacional de Cine de Dubái, 2012
- Ganador del Premio Muhr Arab al Mejor Actor  Amr Waked  ; Nominados al Premio a la Mejor Película
- Ibrahim El-Batout
- Amr Waked
- Salah Alhanafy

Festival del Cine del Mediterráneo de Montpellier, 2012
- Ganadores del Premio de la Crítica a la Mejor Pel+icula Ibrahim El-Batout, ZAD Communication & Production y Ein Shams Films
- Ganadores de Mención Especial Antígona de Oro Ibrahim El-Batout, Amr Waked, Salah Alhanafy, ZAD Communication & Production y Ein Shams Films

Festival de Cine de Venecia, 2012
- Nominado al Premio a la Mejor Película en la Competencia Horizontes Ibrahim El-Batout